# Relación de aspecto de píxel

Pixel, informe de aspecto (ratio) 1:1

Pixel, informe de aspecto (ratio) 2:1

La relación de aspecto de un pixel («Pixel Aspect Ratio», a menudo abreviado en inglés PAR) es una relación matemática (ratio) que describe el modo en que la anchura de un pixel se compara a su altura en una imagen digital.
La mayoría de los sistemas de imagen digital describen una imagen como una reja de píxeles muy pequeños pero cuadrados. No obstante, ciertos sistemas de imagen digital , en particular los que tienen que mantener la compatibilidad con la definición estándar de las películas de televisión, definen una imagen como una reja de píxeles rectangulares en la cual la anchura del pixel es ligeramente diferente de aquella de su altura. La relación de aspecto de un pixel describe esta diferencia.

## HD TV
En los sistemas de televisión de televisión HDTV se emplean píxeles cuadrados para la difusión y almacenamiento. Sin embargo, ciertos formatos (ex., HDV, DVCPRO HD) utilizan pixeles no cuadrados para la producción y el almacenaje de la imagen, como un medio de reducir la cantidad de datos que tiene, limitando así la tasa de transferencia pero manteniendo la compatibilidad con las interfaces existentes.